# Shenyang FC-31
Le Shenyang FC-31,
est un avion de chasse de cinquième génération
biréacteur de taille moyenne, en cours de développement par Shenyang Aircraft Corporation. Aussi appelé « Gerfaut » (鹘鹰) (chinois simplifié : 鹘鹰,).

## Historique
Une photo d'un modèle numéroté F-60 a été publiée sur Internet en septembre 2011.
En juin 2012, des photos et des clips vidéo ont commencé à apparaître sur Internet d'un possible F-60 lourdement bâché étant transféré sur une route, gagnant le surnom « le zongzi » (粽子机) parmi les internautes chinois, certains suspectaient cela d'être simplement un L-15 trainer aircraft (en). Des images d'un avion stationné probablement assemblé sont apparues les 15-16 septembre 2012. Le F-60 est alors donné comme étant la version export, et le J-31 la version destinée au marché chinois du même appareil. L'expert en aviation chinoise Xu Yongling a désigné le J-31 comme étant un avion de chasse de cinquième génération destiné a l'export.

## Développement
Le 31 octobre 2012, le prototype no 31001 a effectué le premier vol du modèle,,,,, accompagné par deux J-11 pour un vol d'essai de 10 minutes, trains d'atterrissage sortis.
L'avionique du J-31 a été publiquement dévoilée le 12 novembre 2014 au Zhuhai Airshow,. Dans une émission télé le président d'AVIC, Lin Zuoming, a soutenu que le financement de l'avion a été entièrement assuré par l'entreprise, sans apport de l'armée.
Au Salon aéronautique de Dubaï de 2015, AVIC a dévoilé plus de détails sur les capacités de l'avion. L'entreprise a révélé qu'elle cherche toujours un partenaire pour ce projet, et promeut activement l'avion à la PLA. Le plan d'AVIC est d'arriver à faire voler un modèle de production avant 2019,.
En raison de la confusion des rapports de la Chine, il est impossible de dire si le J-31 sera utilisé comme avion navalisé de chasse, ou destiné seulement à d'éventuels clients étrangers,. Cependant, des officiels d'AVIC ont dit que l'avion est destiné à l'export comme concurrent au F-35,,,.
Le Pakistan a manifesté son intérêt dans l'acquisition de 30 à 40 appareils de ce type.
De nouveaux modèles d'exposition montrés au Zhuhai Airshow 2015 ont révélé plusieurs différences visibles par rapport au prototype volant 31001. Les différences incluent une cabine plus furtive, un viseur de casque intégré de nouvelle génération, des affichages de cockpit holographiques, EOTS, des révisions aérodynamiques et des moteurs plus puissants,.

## Caractéristiques
En septembre 2015, la première communication de la China Aviation Industry Corporation dédiée à cet avion indique qu'il a une faible visibilité au radar et aux infrarouges et une forte capacité en contremesures électroniques.
Il peut décoller sur 400 m et atterrir sur 600 m. Sa durée de vie est estimée entre 6 et 8 000 heures de vol ou 30 ans de service.

### Développement lié
- Shenyang J-15
- Chengdu J-20

### Aéronefs comparables
- Lockheed Martin F-35 Lightning II
- Mitsubishi ATD-X
- Boeing F/A-18E/F Super Hornet
- Dassault Rafale F3